# Worstelen

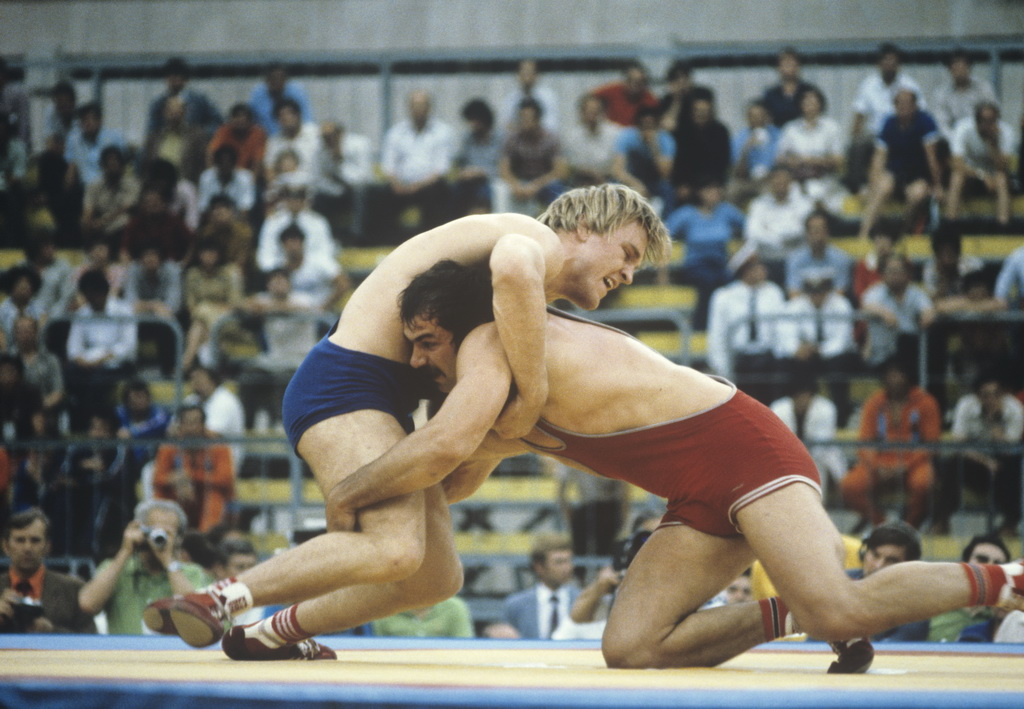
Worstelen vrije stijl tijdens de Olympische Spelen van 1980.

Worstelen is een vecht- en krachtsport waarbij niet geslagen of geschopt mag worden: men tracht de tegenstander door gereglementeerde grepen zover te brengen dat hij met beide schouders tegelijk de grond raakt.
Er bestaan in het worstelen twee stijlen, de Grieks-Romeinse stijl en de vrije stijl. Bij de Grieks-Romeinse stijl zijn slechts grepen van het hoofd tot de heupen toegestaan, dat wil zeggen de armen, de romp en het hoofd. Bij de vrije stijl zijn er geen beperkingen op het gebied van aanvalszones, men mag grepen doen van het hoofd tot de benen en voeten. Vrouwen beoefenen alleen de vrije stijl. In tegenstelling tot vele andere gevechtssporten zijn bij het worstelen technieken die pijn of kwetsuren teweegbrengen verboden.
Sedert 1896 staat het worstelen (Grieks-Romeins) op het programma van de moderne Olympische Spelen. In 1904 kwam het worstelen vrije stijl op het Olympisch programma. Sinds 2004 is ook damesworstelen een Olympische discipline.
Vaak is er een begripsverwarring tussen worstelen enerzijds en catch of Amerikaans "pro wrestling".  Terwijl worstelen uitsluitend een competitieve sport is, legt catch sterk de nadruk op entertainment, waarbij niet alleen de uitkomst van de wedstrijd vaak al van tevoren bepaald wordt, maar deels ook het verloop van de match.
Worstelen is in principe een individuele sport, man tegen man, vrouw tegen vrouw, maar er is vaak ook een rangschikking per beste ploeg of land, afhankelijk van de uitslagen van elke individuele worstelaar. Een worstelaar wordt ingedeeld in een bepaalde gewichtsklasse. Naast de gewichtsklassen zijn er ook leeftijdscategorieën:
- Jeugd (6-13 jaar)
- Scholieren (14-15 jaar)
- Cadetten (16-17 jaar)
- Junioren (18-20 jaar)
- Senioren (21-34 jaar)
- Veteranen (vanaf 35 jaar)

Een wedstrijd is verdeeld in drie periodes van elk twee minuten, met daartussen een rustpauze van 30 seconden. Bij de jeugd wordt de periodeduur soms ingekort tot anderhalve minuut.

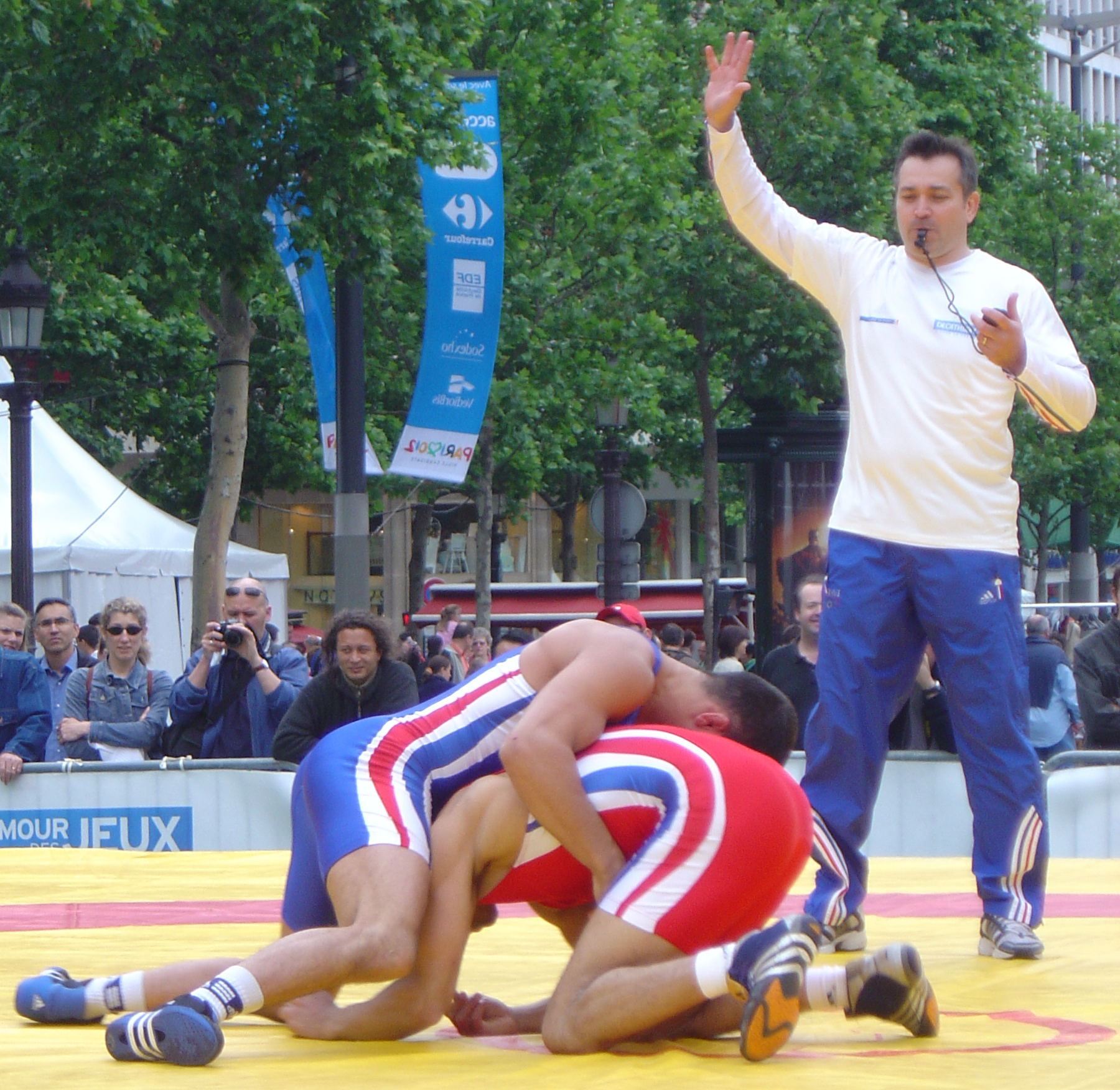
worstelwedstrijd

## Weging en gewichtsklassen
Vóór elk toernooi vindt een officiële weging plaats om te kunnen bepalen in welke reeks elke worstelaar dient te worstelen. Zowel het Grieks-Romeins als de Vrije Stijl is verdeeld in gewichtsklassen. Wie uitkomt in een te lichte klasse heeft reglementair verloren. De klassen zijn:
- Vlieggewicht (tot 52 kg)
- Bantamgewicht (tot 57 kg)
- Vedergewicht (tot 62 kg)
- Lichtgewicht (tot 67 kg)
- Weltergewicht (tot 73 kg)
- Middengewicht (tot 79 kg)
- Halfzwaargewicht (tot 87 kg)
- Zwaargewicht (boven 87 kg)

## Hoe overwinnen?
Voor elke greep krijgt men een aantal punten (1, 2, 4 of 5 punten).
Winnen kan dus op de volgende manieren:
- Door te vloeren ("touché"): de beide schouders van de tegenstrever zijn dan tegen de mat gedrukt
- Door technisch overwicht (8 punten bij Grieks-Romeins en bij vrije stijl 10 punten of meer verschil tussen beide tegenstanders, of het uitvoeren van een vijfpuntsgreep of twee driepuntsgrepen in één periode)
- Door punten (als de reglementaire tijd verstreken is, tellen de punten)
- Als de tegenstrever het opgeeft of uitgesloten wordt.

Aan de winnende en verliezende worstelaar worden respectievelijk de volgende wedstrijdpunten toegekend:
- 5 : 0 bij touché
- 5 : 0 bij overwinning door opgave van de tegenstander wegens blessure
- 5 : 0 in geval van diskwalificatie bij overtreding van de reglementen
- 4 : 0 bij overwinning met technisch overwicht (6 punten verschil tijdens twee perioden) en de verliezer heeft geen punt gescoord
- 4 : 1 bij overwinning met technisch overwicht (6 punten verschil tijdens twee perioden), maar verliezer heeft ten minste 1 technisch punt gescoord
- 3 : 0 bij puntenoverwinning in twee van de drie perioden zonder technisch punt voor de verliezer
- 3 : 1 bij puntenoverwinning in twee van de drie perioden, maar verliezer heeft ten minste 1 technisch punt
- 0 : 0 indien beide worstelaars zijn gediskwalificeerd wegens overtreding van de reglementen.[1]

## Training
De worsteltraining bestaat doorgaans uit de volgende onderdelen:
- Opwarming/conditie: gymnastische oefeningen
- Technische training: grepen aanleren en herhalen
- Matchtraining: wedstrijden onder elkaar, aangevuld met tactische en technische wenken.

Soms worden ook alternatieve trainingen gehouden, waaronder krachttraining (vanaf 16 jaar). 
Voor de jeugd worden er ook trainingen en toernooien in spelvorm gehouden (onder de naam 'stoeien').

## Competitie
In Nederland en België zijn er regelmatig Toernooien voor de Jeugd en Senioren. Ook is er in Nederland een competitie voor de Senioren Klasse A en B. De jeugdcompetitie bestaat uit clubs uit Nederland en België.

## Overkoepelende organen
In Nederland overziet de Nederlandse Olympische Worstelbond (NOWB) de worstelsport. In België wordt deze overkoepeld door de Koninklijke Belgische Worstelbond (KBWB), waarbij elke taalgroep zijn aparte liga heeft: de Vlaamse Worstelbond, de LFLO (Ligue Francophone de Lutte Olympique) en de KBRV (Königliches Belgisches Ringerverband). In Suriname wordt het worstelen vertegenwoordigd door de Surinaamse Worstelfederatie (SWF).

## Geschiedenis
Hoewel ook in de oosterse vechtsporten het worstelen een belangrijke plaats inneemt (bijvoorbeeld Japans Sumo, Chinees Shuai Jiao, Indisch en Pakistaans worstelen), worden deze vormen vrijwel niet in het westen beoefend. Nochtans is worstelen bij ons ook zeer populair, zoals onder meer de Grieks-Romeinse stijl. Hoewel er duidelijke gelijkenissen
bestaan met de oosterse worstelvormen, gaat de onderstaande tekst vooral in op de geschiedenis in het westen.
Worstelen is een van de oudste sporten die er bestaat. Door de eeuwen heen zijn er altijd mannen geweest die hun krachten met elkaar wilden meten. De oervorm van worstelen is eigenlijk niets anders dan enkele ongereglementeerd aanvallen en afweren, waaruit langzamerhand, naarmate het intellect meer op de voorgrond kwam, een bedachte manier van aanval en verdediging groeide, die op haar beurt de worstelkunst deed ontstaan.
Het "staand" worstelen was de kunst om de tegenstander door alle mogelijke middelen op de grond te krijgen, om hem daarna te overmannen.
Vele oude boeken vertellen over de roem en de glorie die men kon verkrijgen door het beoefenen van de worstelkunst. Zelfs in de oude sagen en verhalen over klassieke halfgoden, treffen we het worstelen aan (bijvoorbeeld de sage over de Ilias van Homerus). Hierin wordt gezegd dat worstelen niet bestaat uit brute kracht maar uit list en techniek.
Uit opgravingen in Egypte en aan blootgelegde tempelwanden uit de Egyptische en Babylonische tijd zijn talrijke aanwijzingen ontleend in verband met de worstelkunst. In deze tijden had ieder volk zowat zijn eigen vechtkunst. Het eerste gevonden spoor in Egypte van worstelen, is een tekening van zes vechtende koppels van kinderen. Daarna zijn nog vele andere tekeningen, fresco's en muurschilderingen gevonden.
De vechtsport kende zeker een hoogtepunt bij de Grieken en de Romeinen. In de oude sagen en mythen is er sprake van gevecht als sport. De regels van die sport werden door de mannen van Athene besproken. In de legendes bevestigt men dat ze werden gemaakt door Herakles, Hermes, Palestra, de dochter van Hermes, en anderen.
Bij de eerste Olympische Spelen bleek dat het worstelen een grote discipline vereiste. In 776 v.Chr. werd het als een centrale sport in de Olympische Spelen beschouwd.
De oude Grieken leidden de jongeren ook op in de vechtkunst. Hiervan zijn oude geschriften op sommige scholen nog getuige. De Romeinen kenden op gebied van verdediging en vechten een grote invloed van de Etrusken en de Grieken, maar zij hielden meer van ruwere gevechten en competities. We vinden vanuit de oudheid nog grote gelijkenissen tussen worstelvormen uit Centraal-Azië, de Scandinavische Landen, Centraal-Europa enz.
Vooral in Japan kende de vechtsport een grote evolutie rond de periode van de Olympische Spelen. Nieuwe technieken zoals het "Sumo""ontstonden. Maar ook in Iran ontstonden er nieuwe vechttechnieken (bv. Koshti, Guilan). In Turkije richtte men scholen op voor vechtopleidingen, de zogeheten Tékés. Na de 17e eeuw kende deze scholen echter een verval. Zo was er in elk land een periode vol nieuwe ontdekkingen voor de vechtsporten en in het begin van de 20e eeuw was het gevecht de meest begeerde sport van het volk.

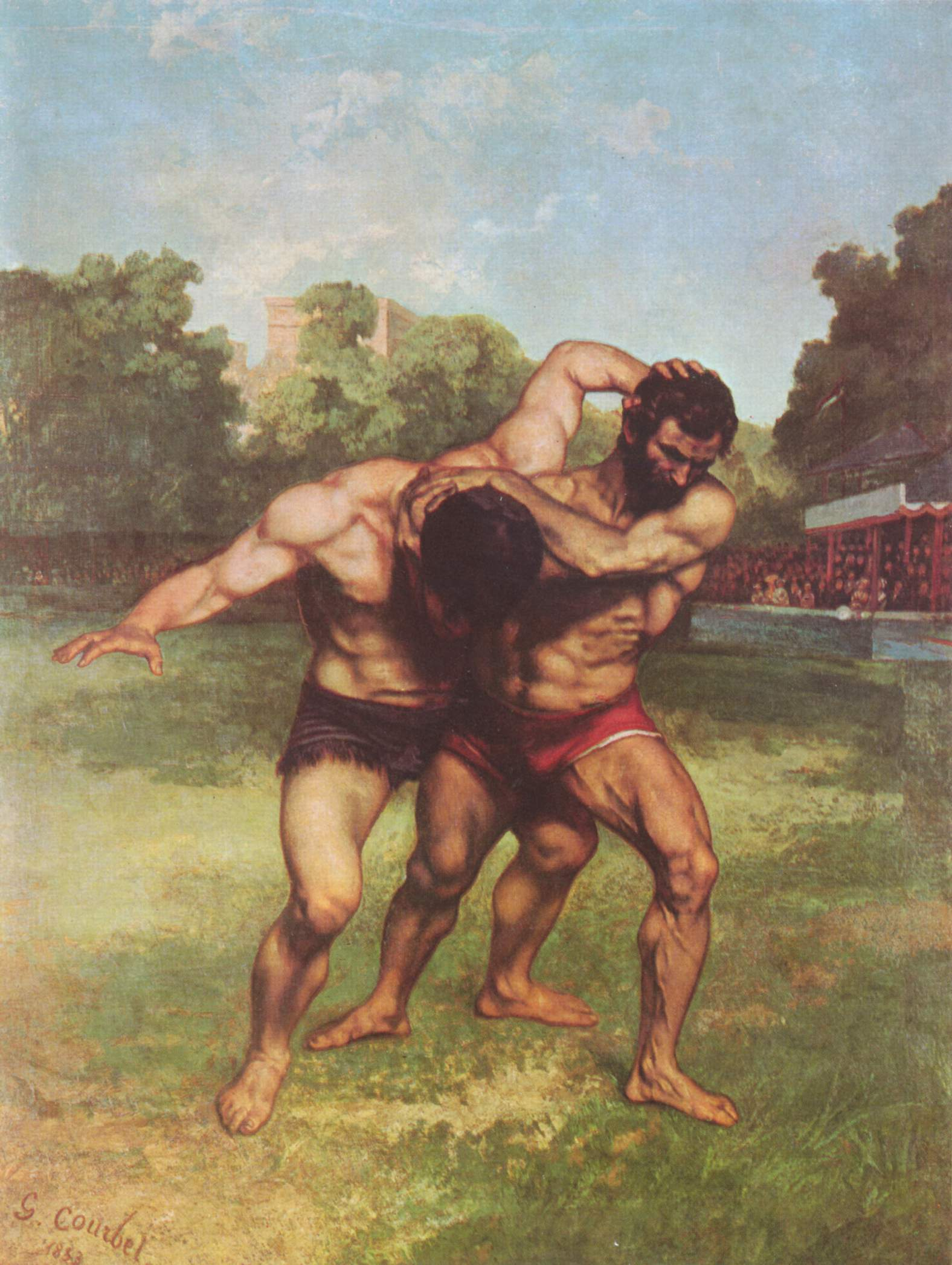
Twee worstelaars door Gustave Courbet (1853)

De ontwikkeling van het gevecht na de heropleving van de Olympische Spelen, kunnen we onderverdelen in drie grote groepen: het professionele gevecht, het amateur-gevecht en het traditionele gevecht. Het amateur-gevecht was het meest voorkomende, maar niettemin waren er slechts vijf deelnemers voor deze categorie in het eerste Olympisch Toernooi in 1896 in Athene.
In 1904 tijdens de Olympische Spelen in Saint Louis, ging men ook de Grieks-Romeinse stijl bij de competitie voegen. Vanaf 1920 stonden deze stijlen dan ook vast op het programma.
In de Grieks-Romeinse stijl waren er onder meer in volgende steden wedstrijden georganiseerd op Olympisch niveau:
- Wenen (1910, 1920)
- Helsinki (1921)
- Stockholm (1922).

In 1951 hadden de eerste volkskampioenschappen worstelen plaats in Helsinki. Vanaf 1961 werden er jaarlijks Kampioenschappen georganiseerd in deze categorieën. Na de Tweede Wereldoorlog werden de regels besproken en aangepast voor de Olympische Spelen.
Op 12 februari 2013 beval het IOC aan om het worstelen vanaf 2020 te schrappen als olympische sport. Op 8 september 2013 liet het echter weten dat de sport toch zal behouden blijven op de Olympische Spelen.